# Boisset (Hérault)
Boisset is een gemeente in het Franse departement Hérault (regio Occitanie) en telt 26 inwoners (2009). De plaats maakt deel uit van het arrondissement Béziers.

## Geografie
De oppervlakte van Boisset bedraagt 22,0 km², de bevolkingsdichtheid is dus 1,2 inwoners per km².
De onderstaande kaart toont de ligging van Boisset (Hérault) met de belangrijkste infrastructuur en aangrenzende gemeenten.

## Demografie
Onderstaande figuur toont het verloop van het inwonertal (bron: INSEE-tellingen).
1. ↑  Populations de référence 2022.